# Trinh Hiển Ông chúa
Trinh Hiển Ông chúa (貞顯翁主, 1425 - 1480) là ông chúa vương tộc nhà Triều Tiên, vương nữ của Triều Tiên Thế Tông (世宗) và Thượng tẩm Tống thị (尙寢 宋氏).

## Cuộc sống
1425, sinh tại Hán Thành. 1436, hạ giá lấy Doãn Sư Lộ (尹師路), con trai của Tham nghị (參議) Doãn Ngân (尹垠). Thông qua hôn nhân với Trinh Hiển Ông chúa, Lộ được phong quân, tức Linh Xuyên quân (鈴川君), sau trở thành một trong những Tá Dực Công thần (佐翼功臣) thời Thế Tổ, phong làm Tả tán thành (左贊成) Linh Xuyên Phủ viện quân (鈴川府院君). 1480, (Thành Tông năm thứ 11), ông chúa tạ thế, Thành Tông ban tặng hàng ngàn phẩm vật và châu báu cho tư gia để giúp đỡ. Mộ ở phường Bukdae, quận Jangdan, tỉnh Gyeongi.

## Gia quyến
Vuơng tộc Toàn Châu Lý thị (全州 李氏)
- Tổ phụ: Triều Tiên Thái Tông (1367 - 1422)
- Tổ mẫu: Nguyên Kính Vương hậu (1365 - 1420)
  - Thân phụ: Triều Tiên Thế Tông (1397 - 1450)
  - Thân mẫu: Thượng tẩm Tống thị (尙寢 宋氏)

Doãn thị (尹氏)
- Chương phụ: Doãn Ngân (尹訔)
- Chương mẫu: Long Câu Quận phu nhân (龍駒郡夫人) Long Nhân Lý thị (龍仁 李氏, ? - ?), con gái của Lý Thủ Thường (李守常)
  - Phò mã: Doãn Sư Lộ (尹師路, 1423 - 1463)
    - Trưởng nam: Doãn Phan (尹潘, 1442 - 1502)
    - Thứ nam: Doãn Lân (尹潾)
    - Trưởng nữ: Doãn thị (尹氏)